# European chemical Substances Information System
Das European chemical Substances Information System (ESIS) war bis Herbst 2012 das Chemikalieninformationssystem des europäischen Büros für Chemische Stoffe (engl. European Chemicals Bureau, ECB). 
Folgende Verzeichnisse und Listen sind darin enthalten:
- European Inventory of Existing Commercial Chemical Substances (EINECS), das Altstoffverzeichnis
- European List of Notified Chemical Substances (ELINCS), das Neustoffverzeichnis
- No-longer-polymers-Liste (NLP-Liste)
- biozide Wirkstoffe, die in der Biozid-Produkte-Richtlinie (engl. Biocidal Products Directive, BPD) 98/8/EG, Anhänge I und IA, enthalten sind
- Stoffe, die als persistent, bioakkumulierend und toxisch (PBT) oder sehr persistent und sehr bioakkumulierend (vPvB) eingestuft sind
- Die Gefahrstoffkennzeichnung (engl. Classification and Labelling, C&L) von Stoffen und Zubereitungen nach CLP (vormals Richtlinie 67/548/EWG bzw. 1999/45/EG) (auf diese Datenbank sind keine Deep-Links mehr möglich; ESIS verweist dafür auf ECHA)
- gefährliche Stoffe, die in der Aus- und Einfuhrverordnung 304/2003/EG, Anhang I, geregelt sind
- in großen (engl. High Production Volume Chemicals, HPVCs) und kleinen Mengen hergestellte Stoffe (Low Production Volume Chemicals, LPVCs), inkl. Liste der Hersteller und Importeure innerhalb der EU
- International Uniform Chemical Information Database (IUCLID)
- Prioritätslisten, Informationen über den Stand von Risk Assessments